# Państwowe Liceum i Gimnazjum w Trembowli
Państwowe Liceum i Gimnazjum w Trembowli – polska szkoła z siedzibą w Trembowli w okresie II Rzeczypospolitej, od 1938 o statusie gimnazjum i liceum ogólnokształcącego.

## Historia
Pierwotnie w okresie zaboru austriackiego w 1907 zostało założone gimnazjum państwowe typu klasycznego. Uroczyste otwarcie miało miejsce 21 października 1907. Do powstania szkoły przyczynił się burmistrz Trembowli, dr Juliusz Olpiński. W 1907 otwarto dwie pierwsze lasy gimnazjalne. Od 1908 adaptowano przejęte koszary wojskowe w mieście na potrzeby nowego gmachu szkoły.
Podczas I wojny światowej i najazdu rosyjskiego gmach szkoły został zajęty na potrzeby koszar, a potem szpitala, a w wyniku działań zniszczeniu uległa infrastruktura gimnazjum. Przez trzy lata okupacji rosyjskiej (1914-1917) nie prowadzono nauki, a po nadejściu władzy niemieckiej w roku szkolnym 1917/1918 zorganizowano tylko kursy gimnazjalne. Reaktywacja gimnazjum nastąpiła w roku szkolnym 1918/1919. U kresu wojny w listopadzie 1918 szkołę zamknęły władze ukraińskie. Gmach po raz wtóry zamieniono na koszary i ponownie zniszczeniu uległo wyposażenie szkoły. Stan okupacji rwał do początku czerwca 1920.
Po odzyskaniu przez Polskę niepodległości władze II Rzeczypospolitej pozostawiły państwowy status szkoły, funkcjonującej pod nazwą „Państwowe Gimnazjum w Trembowli”. Na początku roku szkolnego 1920/1921 budynek gimnazjum został zaadaptowany na cele wojskowe przez armię polską podczas wojny polsko-bolszewickiej. W tymże roku szkolnym przekształcono gimnazjum zyskało charakter dwuwydziałowy: klasyczny i humanistyczny (ten drugi był od tego czasu sukcesywnie likwidowany, a drugi pozostał jako jedyny od 1925/1926). W latach 20. i 30. gimnazjum funkcjonowało w budynku byłych koszar austriackich. W połowie lat 20. szkoła była prowadzona w typie humanistycznym. W 1926 w gimnazjum prowadzono osiem klas w 10 oddziałach, w których uczyło się 388 uczniów płci męskiej i 50 płci żeńskiej. W roku szkolnym 1929/1930 formalnie wprowadzono koedukacyjny charakter szkoły, mającej dotąd status gimnazjum męskiego. 
Zarządzeniem Ministra Wyznań Religijnych i Oświecenia Publicznego Wojciecha Świętosławskiego z 23 lutego 1937 „Państwowe Gimnazjum w Trembowli” zostało przekształcone w „Państwowe Liceum i Gimnazjum w Trembowli” (państwową szkołę średnią ogólnokształcącą, złożoną z czteroletniego gimnazjum i dwuletniego liceum) z dniem 1 lipca 1938. Po wejściu w życie tzw. reformy jędrzejewiczowskiej szkoła miała charakter koedukacyjny, a wydział liceum ogólnokształcącego był prowadzony w typie humanistycznym łączonym z przyrodniczym.

## Dyrektorzy
- Walerian Heck (1907-1914, formalnie do 1920)[11][12][13][1][14]
- Mieczysław Wojkowski (kier. 1918/1919)[1][14]
- Kazimierz Modyczko (kier. od 1919 do 20 III 1920)[15]
- Józef Kurcz (kier., 22 III 1920 - 7 VI 1921)[16][17][18][19]
- ks. Walenty Puchała (kier. 1921 - 1922)[1]
- Władysław Piskozub (5 VIII 1922 - III 1926)[20][21][1][22][23]
- Władysław Filar (1 VIII 1926 - 31 I 1929)[24][25]
- dr Piotr Ratusiński (kier. 31 I 1929 - 2 V 1930)[26][23]
- Kazimierz Missona (2 V 1930 - 19 VII 1933)[27][28][29][23]
- Zygmunt Mirtyński (p.o. dyr. od 14 IX 1933[30], dyr. od 1 IV 1935[31][32][33][34] do 1939[35])

## Nauczyciele
- Jan Długoszewski[36]
- Artur Kopacz
- Seweryn Lehnert
- Józef Rolski
- Franciszek Wojakowski
- Julian Edwin Zachariewicz
- Zygmunt Zagórowski

## Uczniowie i absolwenci
Absolwenci
- Tadeusz Roman Tomaszewski – generał (1914)

Uczniowie
- Zbigniew Barański – rusycysta
- Marian Rechowicz – duchowny